# Лойри Порто Сан Паоло
Ло̀йри По̀рто Сан Па̀оло (на италиански: Loiri Porto San Paolo; на сардински: Loiri Portu Santu Paolu, Лойри Порту Санту Паолу, на местен диалект Loiri Poltu Santu Paulu, Лойри Полту Санту Паулу) е община в Южна Италия, провинция Сасари, автономен регион и остров Сардиния. Разположена е на 162 m надморска височина. Населението на общината е 15 777 души (към 2010 г.).
Административен център е градчето Лойри (Loiri).